# Bruno Coué
Bruno Coué (Marseille, 12 april 1966) is een voormalig Frans voetbalscheidsrechter. Hij was actief in de hoogste Franse voetbaldivisie (Ligue 1) en op het hoogste Europese niveau (UEFA Champions League en interlands).

## Interlands
| Datum            | Wedstrijd               | Uitslag | Competitie        | Kreeg geel | Kreeg voor de tweede keer geel en dus rood | Weggestuurd |
| ---------------- | ----------------------- | ------- | ----------------- | ---------- | ------------------------------------------ | ----------- |
| 18 augustus 1999 | Portugal – Andorra      | 4 – 0   | Vriendschappelijk | 1          | 0                                          | 0           |
| 23 februari 2000 | Ierland – Tsjechië      | 3 – 2   | Vriendschappelijk | 1          | 0                                          | 0           |
| 17 april 2002    | België – Slowakije      | 1 – 1   | Vriendschappelijk | 2          | 0                                          | 0           |
| 20 november 2002 | Spanje – Bulgarije      | 1 – 0   | Vriendschappelijk | 0          | 0                                          | 0           |
| 1 maart 2006     | Schotland – Zwitserland | 1 – 3   | Vriendschappelijk | 0          | 0                                          | 0           |
| 20 augustus 2008 | Oostenrijk – Italië     | 2 – 2   | Vriendschappelijk | 0          | 0                                          | 0           |
| 9 juni 2009      | Oman – Bosnië en Herz.  | 1 – 2   | Vriendschappelijk | 4          | 0                                          | 0           |